# چویوشپالوش
چویوشپالوش (به مجاری:  Csólyospálos) یک شهرداری در مجارستان است که در ناحیه کیش‌کون‌مایشا واقع شده‌است. چویوشپالوش ۶۵٫۱۰ کیلومتر مربع مساحت و ۱٬۷۲۸ نفر جمعیت دارد.